# Gorenje selce
Gorenje selce (tudi Gorenje Selce) so naselje v občini Trebnje.
Gorenje selce so gručasto naselje v pobočju Kozjeka (457 m) nad dolino Dol. Na kraškem vrtačastem svetu so njive Mali Kozjek, Hrib in Pogolovec, na Kozjeku, Grabnah in Hribu pa raste gozd. V preteklosti je naselje imelo svojo lužo v kateri so ob suši napajali živino, v letu 1942 pa je bila vas bombardirana in požgana. 
- Gorenje Selce (2024)